# 北口村
北口村，是臺灣彰化縣花壇鄉所轄的18個村之一，位在花壇鄉北邊。面積平方公里、2080人。與中口村、文德村、長沙村、花壇村、崙雅村相鄰。該村發展深受交通路線影響，主要的交通線為臺一線，道路兩側往來便利而使工廠林立。

## 村名由來
因位於自舊地名「口庄」之北而得名。

## 歷史沿革
北口村於清代時隸屬燕霧上堡口庄；明治35年（1902年）時，改彰化廳燕霧上堡口庄；明治42年（1909年）改彰化支廳茄苳腳區口庄；至大正9年（1920年）則隨行政區調整，隸屬彰化郡花壇庄口庄大字。
二次大戰結束後，國民政府接收臺灣，以原先口庄大字的口庄小字範圍由南至北設為南口村、中口村和北口村。